# 中共浙东区委成立旧址
30°07′01″N 121°23′56″E / 30.116925°N 121.398956°E
中共浙东区委成立旧址是浙江省慈溪市一处全国重点文物保护单位，位于观海卫镇。原为宓大昌老宅，始建于清代。1942年6月，以谭启龙为书记的中共浙东区党委在此成立。1997年，此地经过维修，成立中共浙东区党委成立纪念馆。2006年与位于余姚市梁弄镇的7处抗日根据地建筑合并成为全国重点文物保护单位浙东抗日根据地旧址。